# میگ-۲۱
میکویان-گورویچ میگ-۲۱ (به روسی: Микоян и Гуревич МиГ-21) (با نام ناتو فیشبِد) جنگنده نسل دوم مافوق صوت سبک ساخت شرکت میگ در اتحاد جماهیر شوروی است که توانایی پرواز با سرعتی بیش از ۲ برابر سرعت صوت یا ۲ ماخ را دارد. این هواپیما رکورد خدمت در نیروی هوایی دست‌کم ۵۶ کشور در چهار قاره جهان و شرکت در ۳۰ جنگ را در اختیار دارد و با گذشت نیم قرن از اولین پروازش همچنان در بسیاری از نیروهای هوایی دنیا فعال می‌باشد. حدود ۱۳ هزار و پانصد فروند از این جنگنده کوچک بال مثلثی ساخته شده است که بیش از دو و نیم برابر جنگنده آمریکایی اف-۴ فانتوم رقیب قدیمی آن در جنگ‌های خاورمیانه و جنگ ویتنام است.
در شوروی سابق این هواپیما از اواخر دهه ۱۹۵۰ تا میانه‌های دهه ۱۹۷۰ ساخته می‌شد. هم‌اکنون حدود ۳ هزار فروند میگ-۲۱ در نیروی هوایی بیش از ۴۰ کشور دنیا در حال فعالیت هستند. طرح ساده و با دوام این جنگنده کوتاه برد در طول سال‌های تولید و استفاده از آن، بارها با ارتقا و اصلاح رادار، بدنه پروازی، اویونیک، سلاح‌ها و موتور بهینه‌سازی همراه بوده است. میگ-۲۱ از یک موتور توربوجت استفاده می‌کند. ورودی هوای موتور در دماغه قرار گرفته و یک اگزوز برای آن تعبیه شده است. میگ-۲۱ برای درگیری‌های هوابه‌هوا به انواع موشک و راکت مسلح می‌شود و برخی مدل‌های آن یک یا دو توپ اتوماتیک یا مسلسل ۳۰ میلی‌متری با توانایی شلیک ۷۰۰ گلوله در دقیقه و مهمات کافی برای ۵ دقیقه شلیک دارند اما برخی مدل‌ها از مسلسل برخوردار نیستند. تشخیص مسلح بودن این جنگنده به مسلسل در نبردهای هوا به هوا برای هواپیمای دشمن اگر غیرممکن نباشد ولی بسیار دشوار است، بنابراین جنگنده‌های دشمن فرض می‌کنند که هر میگ-۲۱ به مسلسل برای استفاده در جنگ‌های هوایی نزدیک مجهز است. در مدل میگ-۲۱پی‌اف دومین مدل اصلی میگ-۲۱ یک رادار در محل مخروطی ورودی موتور قرار گرفته که به آن توانایی نسبی رهگیری در شب و روز و در تمامی شرایط آب و هوایی را می‌دهد اما برای نصب رادار به ناچار مسلسل حذف شده است و در نتیجه مدل پی‌اف فقط به موشک‌های هوابه‌هوای خود متکی است. میگ-۲۱ اف اولین مدل اصلی این هواپیما یک جنگنده-رهگیر کوتاه‌برد برای عملیات در روز است. میگ-۲۱ ام اف در درجه اول برای نابودی اهداف هوایی و شناسایی هوایی و با قابلیت ثانویه حمله به اهداف زمینی ساخته شده و نخستین جنگنده-رهگیر نسل سوم با توانایی تصاحب و حفظ برتری هوایی محسوب می‌شود. مدل ام اف به موشک‌های هوا به هوای کوتاه‌برد و توپ ۲۳ میلی‌متری مجهز است و در مأموریت‌های پشتیبانی هوایی نیروی زمینی قادر است از راکت‌های ۲۴۰ میلی‌متری و بمب‌های حداکثر ۵۰۰ کیلوگرمی استفاده کند. مدل دو سرنشینه میگ-۲۱ یو ام برای آموزش‌های تکمیلی پیشرفته خلبانانی استفاده می‌شود که قرار است با میگ-۲۱ پرواز کنند.
این جنگنده همچنان دارای چندین رکورد هوانوردی است؛ بیشترین شمارگان ساخت یک هواپیمای جت مافوق صوت، بلندترین زمانی که تولید یک هواپیما ادامه داشته است و بیشترین تعداد ساخت یک جنگنده بعد از جنگ جهانی دوم.

## تاریخچه

### ایده

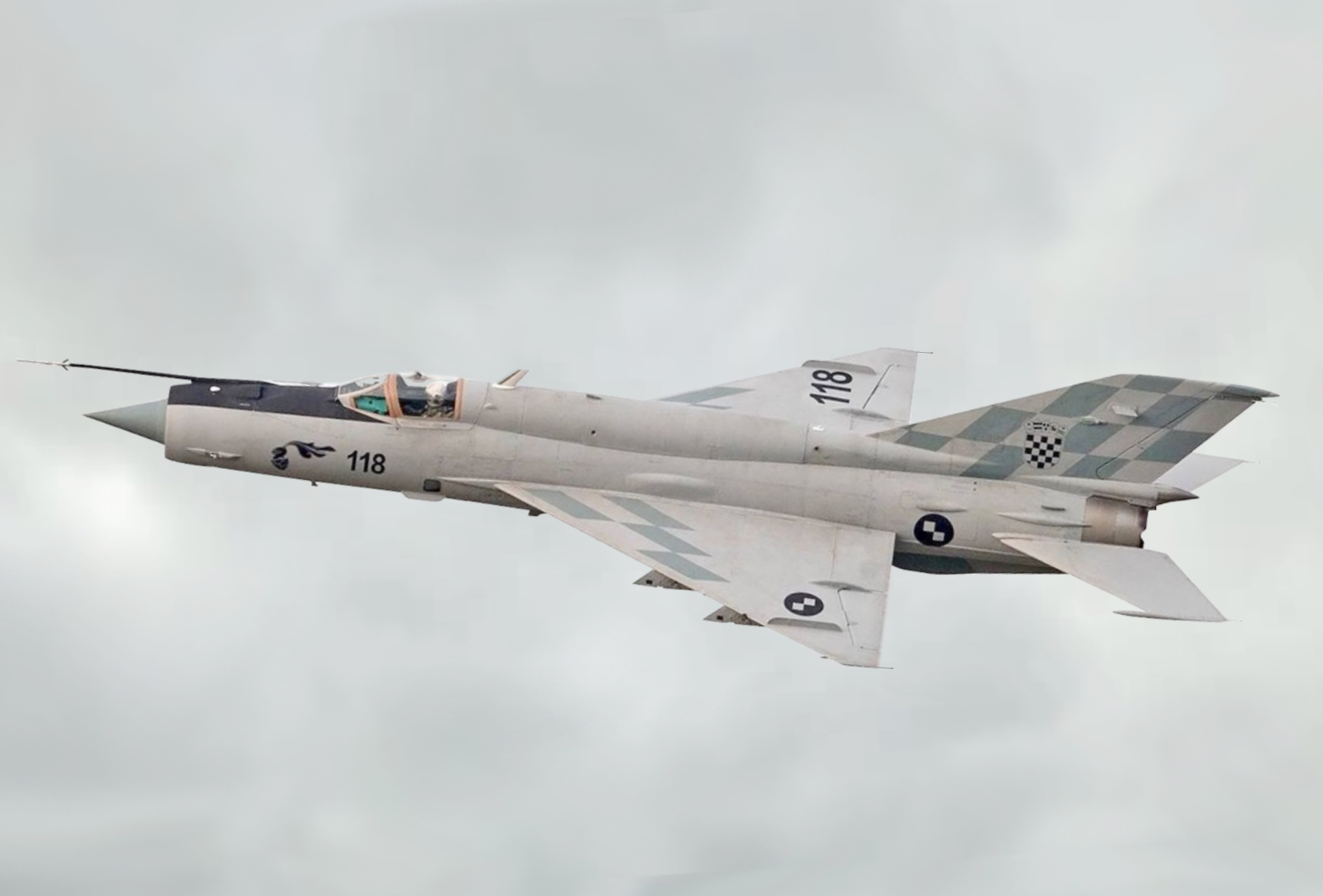
نیروی هوایی کرواسی

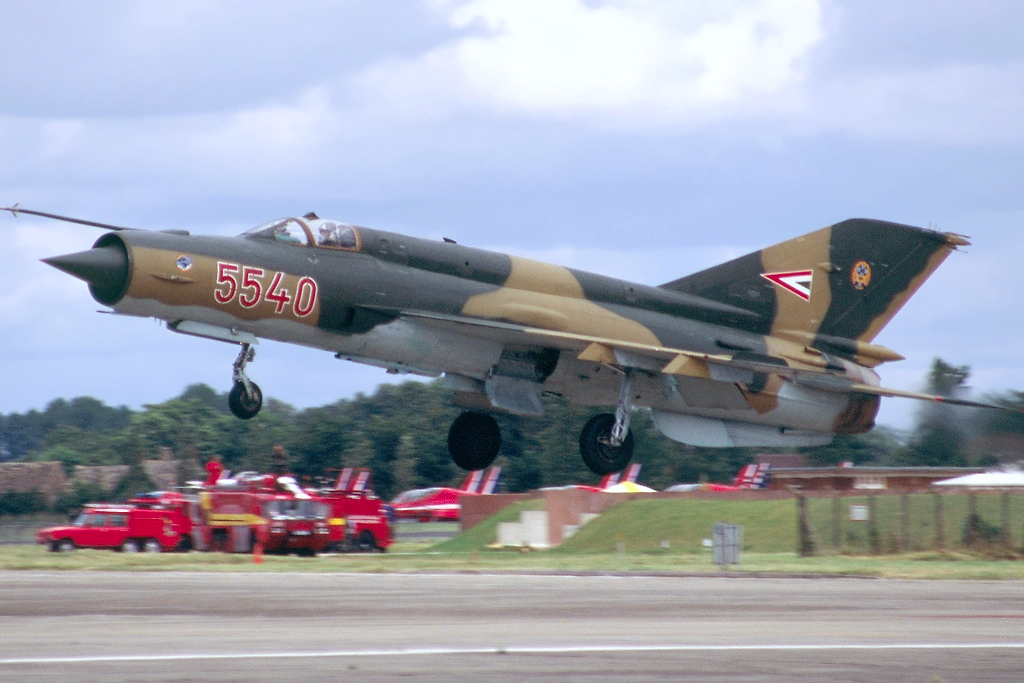
نیروی هوایی مجارستان

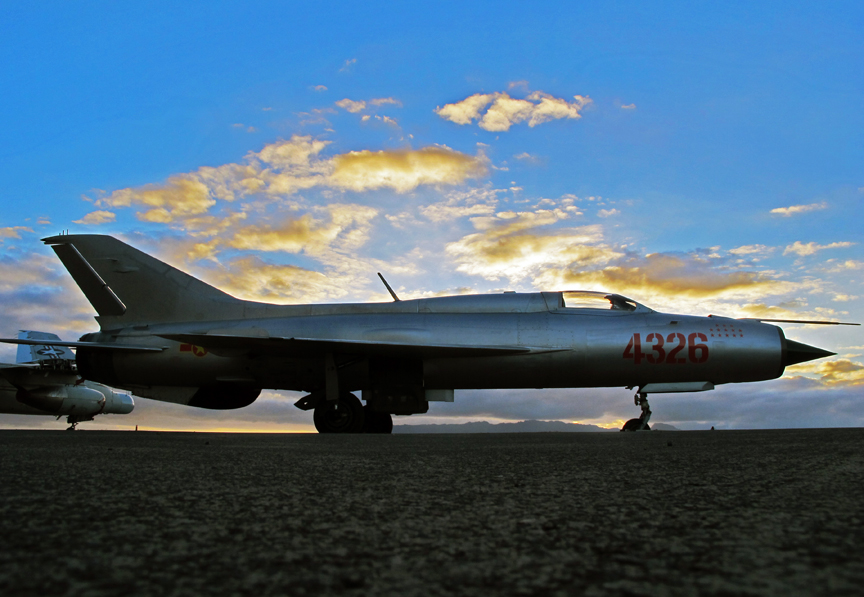

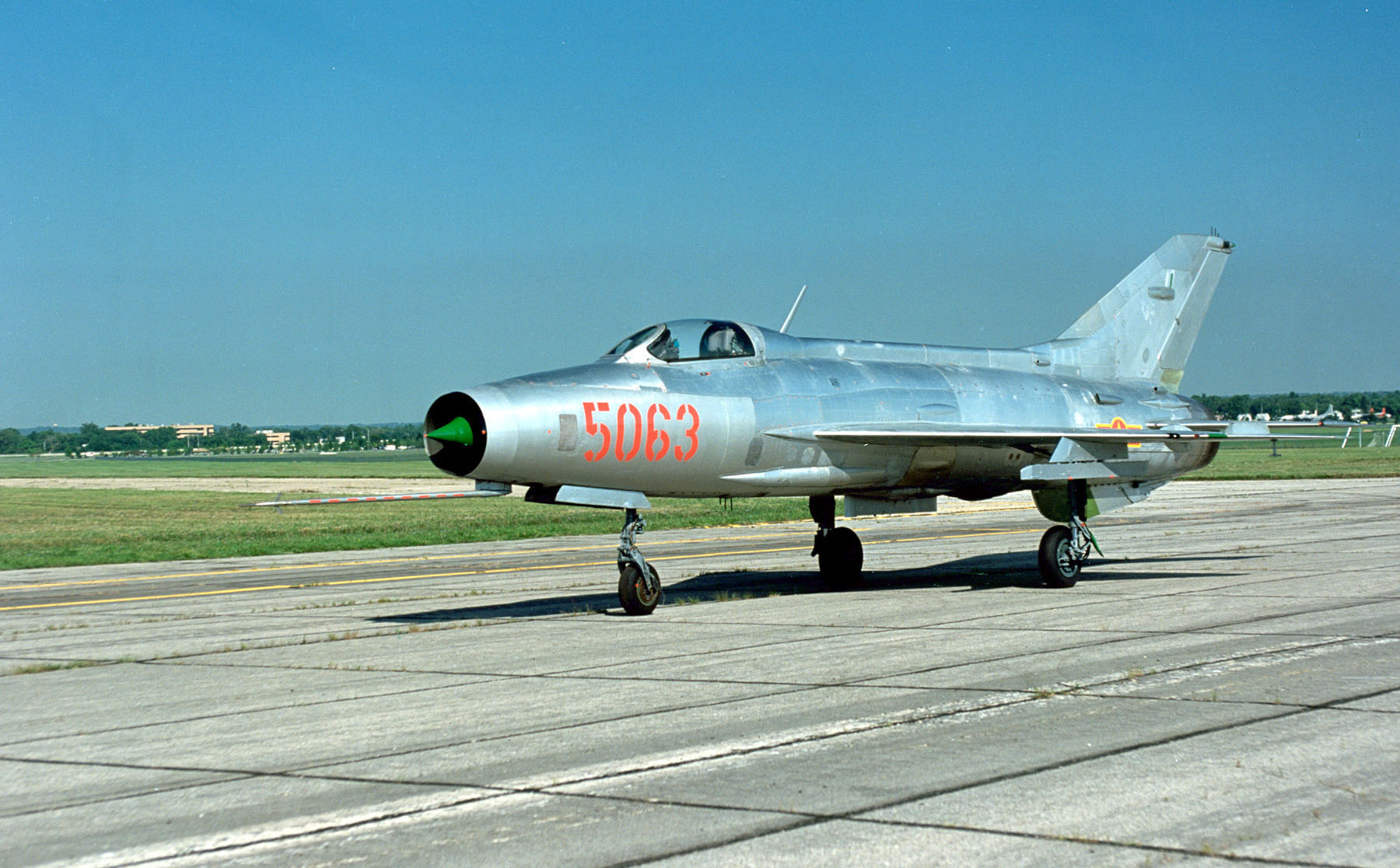

در سال ۱۹۵۰ و در پی حمله کره شمالی به کره جنوبی جنگ کره آغاز شد، در این جنگ نبردهای هوایی زیادی میان میگ-۱۵ شوروی و اف-۸۶ سیبر آمریکایی صورت گرفت. تجربیات این جنگ مورد توجه طراحان جت در دنیا قرار گرفت. پیشرفت‌های مهندسی امکان رسیدن به سرعت‌های مافوق صوت را فراهم کرده بود. هدف طراحی جت‌هایی بود که قادر به برخاست سریعتر، صعود سریعتر، و حرکت سریعتر (بالای ۱٫۵ ماخ) از رقبایشان باشند. پاسخ آمریکاییها لاکهید مارتین اف-۱۰۴ بود. فرانسه داسو میراژ ۳ را ساخت و در بریتانیا اس‌آر-۱۷۷ طراحی شد. میکویان در ادامه سایر تولیدات موفقش شامل جت‌های زیر صوت میگ ۱۵ و میگ ۱۷ و جت مافوق صوت میگ ۱۹ به دنبال یک طرح برنده دیگر بود. در پاییز ۱۹۵۳ کرملین نیاز خود برای یک جنگنده جدید را مطرح کرد. درخواست کرملین جنگنده‌ای بود که در ارتفاع ۲۰ کیلومتری بتواند به سرعت ۲ ماخ برسد و همچنین دارای یک رادار ساده بردیاب و توانایی حمل موشکهای هوا به هوا باشد.

#### طراحی

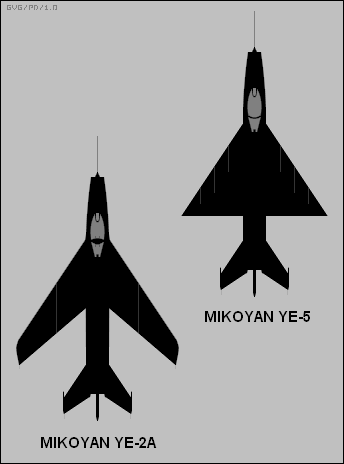
نمونه‌های اولیه میگ-۲۱، Ye-2 در کنار Ye-5

در تاریخ ۱۴ فوریه ۱۹۵۵ نمونه آزمایشی یی-۲ با بال برگشته و موتورهای آردی-۹ اولین پرواز خود را انجام داد، نمونه آزمایشی بعدی یی-۴ بود که همانند نمونه نهایی بالهایی مثلثی شکل داشت؛ و در نهایت در سال ۱۹۵۸ پیش نمونه Ye-۶ که با موتورهای آردی-۱۱ تجهیز شده بود اولین پرواز خود را با موفقیت انجام داد. در سال ۱۹۵۸ پیش نمونه یی-۶ رکورد سرعت جهانی آن زمان را با رسیدن به سرعت ۲٫۰۵ ماخ در ارتفاع ۱۲ کیلومتری شکست. نمونه‌های بعدی یی-۶/۲و۳ با انجام ۶۱ پرواز، آزمایش اوکی‌بی را تکمیل کردند. خلبان آزمایشگر کوکیناکی در پایان گزارش داد که: «این هواپیما توسط یک خلبان معمولی قابل پرواز است و نیاز به یک فرد ویژه ندارد.» حداکثر سرعت ایمن برای هواپیما ۲٫۰۵ ماخ ثبت شد. در تمامی پروازها و پیکربندی‌ها مانورپذیری و ثبات عالی تشخیص داده شد. هیئت وزرا تصمیم گرفت هواپیما را در دو کارخانه (شماره ۲۱ در گورکی برای نیروی هوایی و در کارخانه زنامیا ترودا مسکو) برای صادرات وارد تولید انبوه کند.
آزمایش هاو تغییرات همچنان ادامه داشت تا اینکه مدل یی-۶۶ رکورد دیگری را در ۱۹۶۰ شکست و به سرعت ۲۱۴۸٫۶۶ کیلومتر در ساعت در حرکت دایره‌ای ۱۰۰ کیلومتری دست یافت.
در این زمان سرویس‌های اطلاعاتی غربی هنوز نتوانسته بودند اهمیت این هواپیما را دریابند، حتی پس از نمایش این هواپیما در چندین نمایشگاه هوایی متخصصان باور داشتند که کسی هواپیمایی به این کوچکی نخواهد ساخت.

## ویژگی‌های فنی

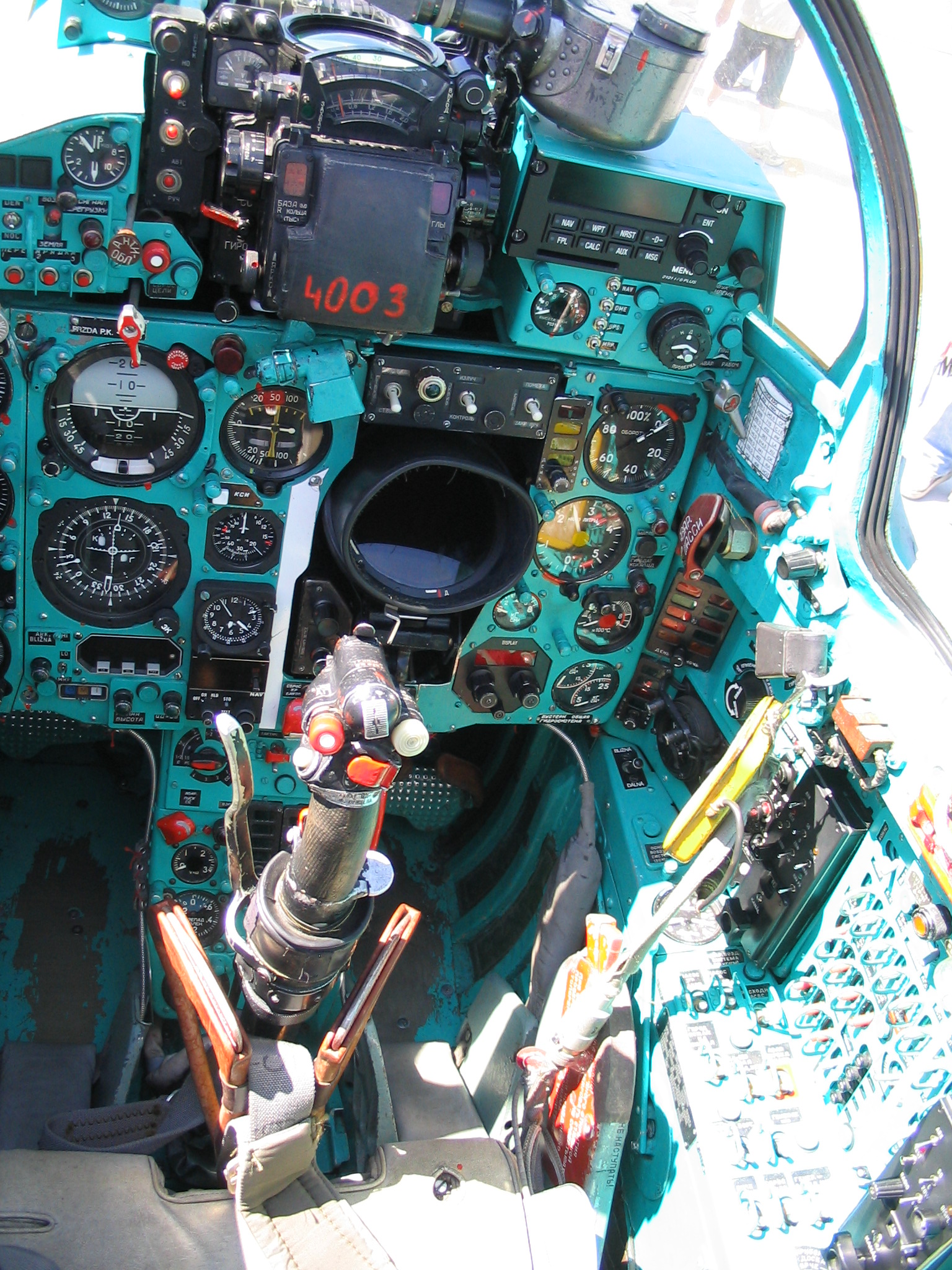
کابین خلبان میگ-۲۱ نیروی هوایی چک

بدنه برای تحمل حداکثر فشار ۷جی طراحی شده بود. ماده مورد استفاده آلومینیوم د۱۶-تی بود. بال هواپیما به صورت دلتای کامل با لبه‌های قطع شده بود. موتور هواپیما تامسکی آردی-۱۱اف-۳۰۰ دارای دو شفت، توربوجت و قابلیت پس‌سوز بود. یک پمپ مرکزی مجهز به یک تنظیم‌کننده دقیق الکترومکانیکال دور موتور ثابت را تأمین می‌کرد. کابین خلبان دارای سیستم تنظیم فشار و کنترل وضعیت هوا بود، کنترل‌ها مطابق روند آن زمان آنالوگ بودند. در پشت صندلی یک زره فلزی وجود داشت. کنترل پرواز شامل یک کنترل‌گر ساده و یک سیستم ثبات سه محوری بود. میگ-۲۱اف فاقد خلبان خودکار بود ولی در نوع اف-۱۳ سیستمی برای کنترل خودکار پرواز در چرخش وجود داشت.

### سیستم‌ها
- سیستم سوخت: سوخت مورد استفاده بنزین هواپیما از نوع تی-۱، تی-۲ یا تی‌اس-۱ بود. در مجموع ۲۲۸۰ لیتر سوخت توسط نوع اف قابل حمل بود. در مدل اف-۱۳ این به ۲۴۷۰ لیتر حداکثر می‌رسید. مخازن خارجی مرکزی هم توان حمل ۴۹۰ لیتر دیگر سوخت داشت ولی حداکثر سرعت پرواز را به ۱ ماخ محدود می‌کرد.[۱۳]
- هیدرولیک: دو سیستم هیدرولیک خودکار نیمه‌هایی از یک تانک مشترک را استفاده می‌کردند. هر دو با روغن صنعتی ای‌ام‌جی-۱۰ پر شده بودند و با موتورهای مجزا به کار می‌افتادند.[۱۴]
- برق: موتور هواپیما یک ژنراتور را به کار می‌انداخت که توان استارت موتور را هم داشت و به دو باتری روی/نقره 15STs-45A متصل شده بود. این سیستم مخصوصاً طوری طراحی شده بود که بتواند هواپیما را در سرمای زمستان سیبری روشن کند.[۱۵]
- باد: دو سیستم اصلی و اضطراری مسئول به کار انداختن دستگاه‌های نیازمند باد هواپیما همچون چرخ فرود، لباس ضد جی خلبان، ترمز چرخ‌ها و سایر سیستم‌ها بود.[۱۶]
- اکسیژن: اکسیژن توسط سیستم گازی مستقل ککو-۵ (KKO-5) تأمین می‌شد.[۱۷]
- کنترل آتش‌سوزی: توسط سیستم اخطار آی‌اس-۲ام‌اس (IS-2MS) تنظیم می‌شد. این سیستم در طی پرواز یا روی زمین فعال و قابل استفاده بود.[۱۸]
- تجهیزات: آویونیک پایه شامل سیستم ارتباطی رادیویی وی‌اچ‌اف R-802V و جهت‌نمای رادیویی اتوماتیک ARK-I0 می‌شد.[۱۹]

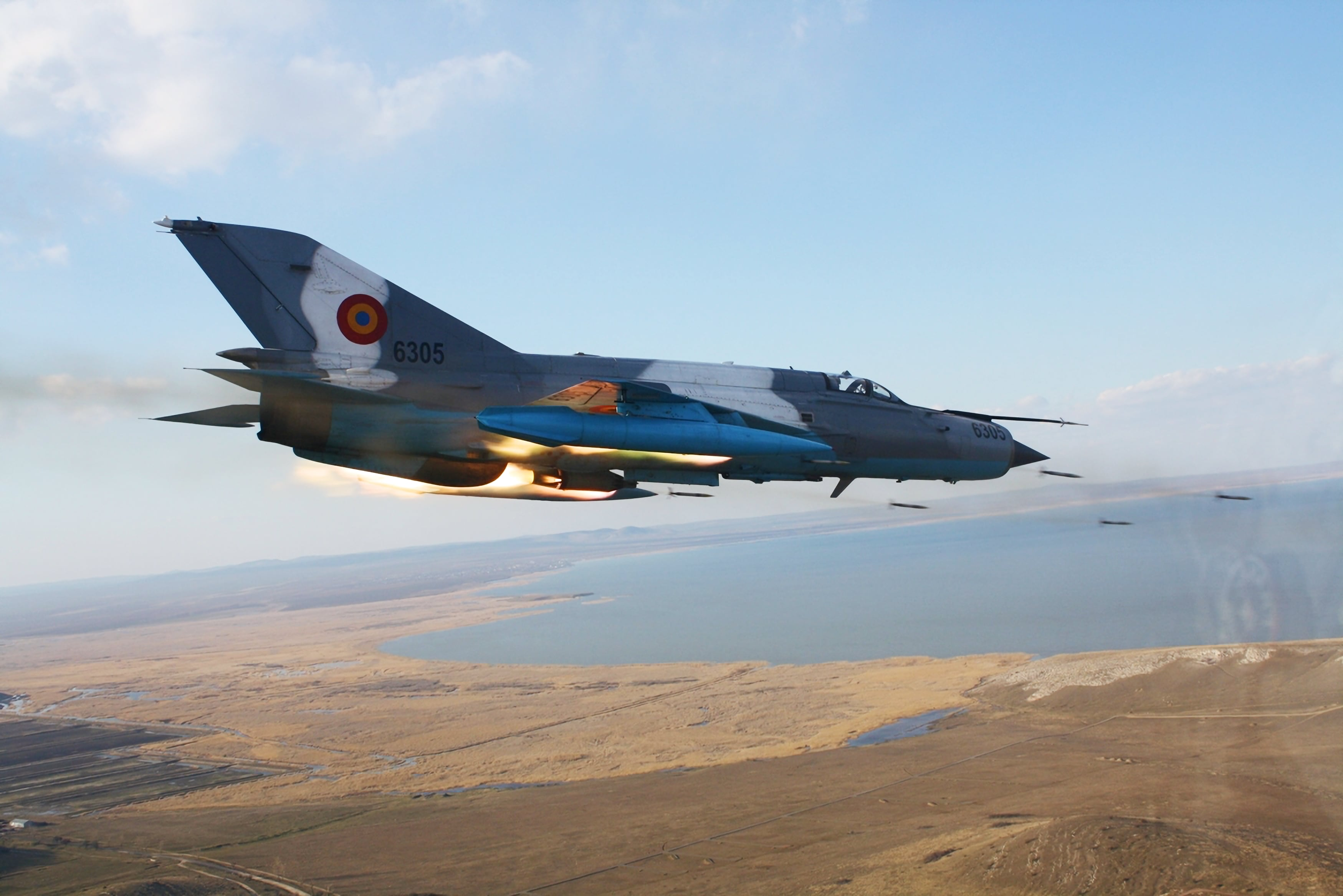
میگ-۲۱ رومانیایی در حال شلیک راکت طی یک رزمایش

- مهمات: سلاح داخلی دو توپ NR-30 بود هر یک قادر به شلیک گلوله‌های ۳۰ میلی‌متری با سرعت زبانه ۹۰۰ متر در ثانیه بود. زیر هر بال دو مقر مخصوص برای نصب انواع پیلوت‌ها وجود داشت. شامل DZ-57 برای بمب‌ها از FAB-50 تا FAB-500، همچنین شلیک‌کننده‌های راکت یوبی-۱۶–۵۷یو[پانویس ۱۱] برای حداکثر ۱۶ راکت هوا به هوا اس-۵ام[پانویس ۱۲] یا ۱۶ ای‌آراس-۵۷ام،[پانویس ۱۳] راکت هوا به زمین نوع اس-۵کا، کارس-۵۷، آرس-۲۴۰ یا اس-۲۴ با کالیبر ۲۴۰ میلی‌متری. دو تانکر ناپالم پیلاب،[پانویس ۱۴] و از ۱۹۶۰ ریل‌های پرتاب کی-۱۳ یا نوع ارتقا یافته کی-۱۳ای و موشک هدایت شونده حرارت یاب با برد مؤثر ۱ تا ۷ کیلومتر.[۲۰]

## پیشرفت و توسعه
تولید میگ-۲۱ در پاییز سال ۱۹۵۹ در کارخانجات گورکی آغاز و اولین سری این هواپیما تحویل نیروی هوایی شوروی شد. پس از ساخت ۹۹ فروند طی ۱۹۵۹ و ۶۰ با وقفه‌ای تولید میگ-۲۱ با ساخت میگ-۲۱اف-۱۳ ادامه یافت. تغییر اصلی برداشتن توپ سمت چپ و اضافه کردن پرتاب‌کننده برای موشک کا-۱۳ بود. تغییر بعدی افزایش مخازن سوخت داخلی بود. تا سال ۱۹۶۲ تولید ادامه یافت و سپس با مدل میگ-۲۱پی‌اف تولید ادامه یافت. کارخانه مسکو هم به ساخت انواع صادراتی و تحویل آن‌ها به مصر، کوبا، هند، چین، فنلاند، لهستان، آلمان شرقی، چکسلواکی، مجارستان، عراق و اندونزی ادامه داد. چکسلواکی خود شروع به تولید میگ-۲۱ کرد و لیسانس میگ-۲۱اف و موتورش در ۱۹۶۱ به چین فروخته شد که نتیجه تولید جی-۷ و نسخه‌های بعدی آن در چین بود که به‌طور مستقل توسعه یافتند.

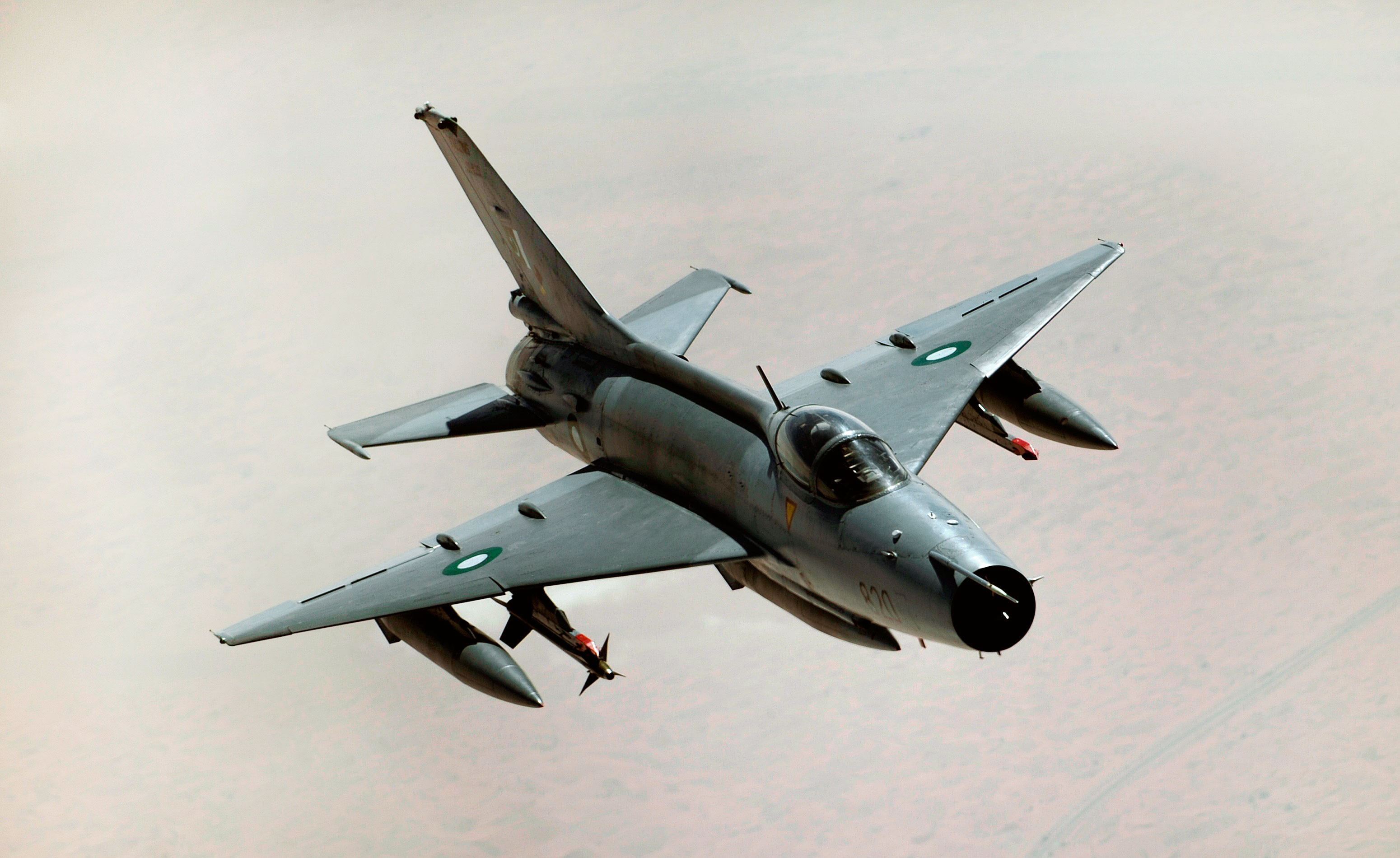
چنگدو جی-۷ ساخت چین متعلق به نیروی هوایی پاکستان

### اولین بهبودها
اولین نمونه‌های تأیید شده برای تولید میگ-۲۱ پسوند اف داشتند و اف به معنای تقویت شده است که اشاره به موتورهای ارتقا یافته آر-۱۱اف-۳۰۰ است. با این حال این مدل هواپیمایی منحصراً روپرواز بود. جهت افزایش مداومت پروازی و توانایی پرواز در تمامی شرایط آب و هوایی تغییراتی در هواپیما داده شد هواپیما به‌طور کلی بزرگتر شد. قرار دادن دماغه هرمی بزرگتر امکان نصب رادار را به این جنگنده داد. همچنین ظرفیت سوخت افزایش یافت و تغییراتی در سیستم چرخهای فرود داده شد. طبق تصور شوروی (همچون آمریکا) در آن زمان پیشرفت موشکهای هوا به هوا باعث می‌شد تا توپ هوایی بدون استفاده شود پس توپ داخلی از هواپیما حذف شد. بعدها در جنگ ویتنام اشتباه بودن این سیاست اثبات شد. اولین سری ساخته شده از این نسل MiG-21PF بود. در این نسل موتور قویتری نصب شده بود و سیستم راداری اضافه شده عملکرد هواپیما را بهبود می‌بخشید. تغییرات دیگر اضافه کردن مدل ارتقا یافته پی اف ام (Mig-21PFM) با موتور آردی-۱۱ تجهیز شده بود. میگ-۲۱ تا اینجا به چندین کشور متحد شوروی صادر شده بود و توسط هند تولید می‌شد.

### بازگشت توپ داخلی
سومین نسل این هواپیما ظرفیت حمل سوخت و جنگ‌افزار بیشتری را داشت. همچنین مجهز به یک دستگاه توپ دولول ۲۳ میلی‌متری با مجموع ۲۰۰ گلوله شد. علاوه بر این، مدل ام‌اف قادر به حمل چهار موشک آتول یا چهار راکت زیر بال‌هایش بود. افزایش بار هواپیمای سنگینی ساخته بود که عملکرد را محدود می‌کرد لذا با موتورهای جدیدترR-۱۳–۳۰۰ این هواپیما ارتقا داده شد. همچنین سیستم راداری این هواپیما ارتقا داده شده بود و یک سامانه قویتر خلبان خودکار هواپیما را تقویت می‌کرد. مشهورترین نمونه‌های این نسل مدل‌های M و MF هستند. این مدل به چکسلواکی، آلمان شرقی و لهستان صادر شد. استفاده مشهورش در جنگ اعراب و اسراییل بود که به گفته منابع اسراییلی توسط خلبانان شوروی هدایت می‌شد.

### آخرین مدل‌ها

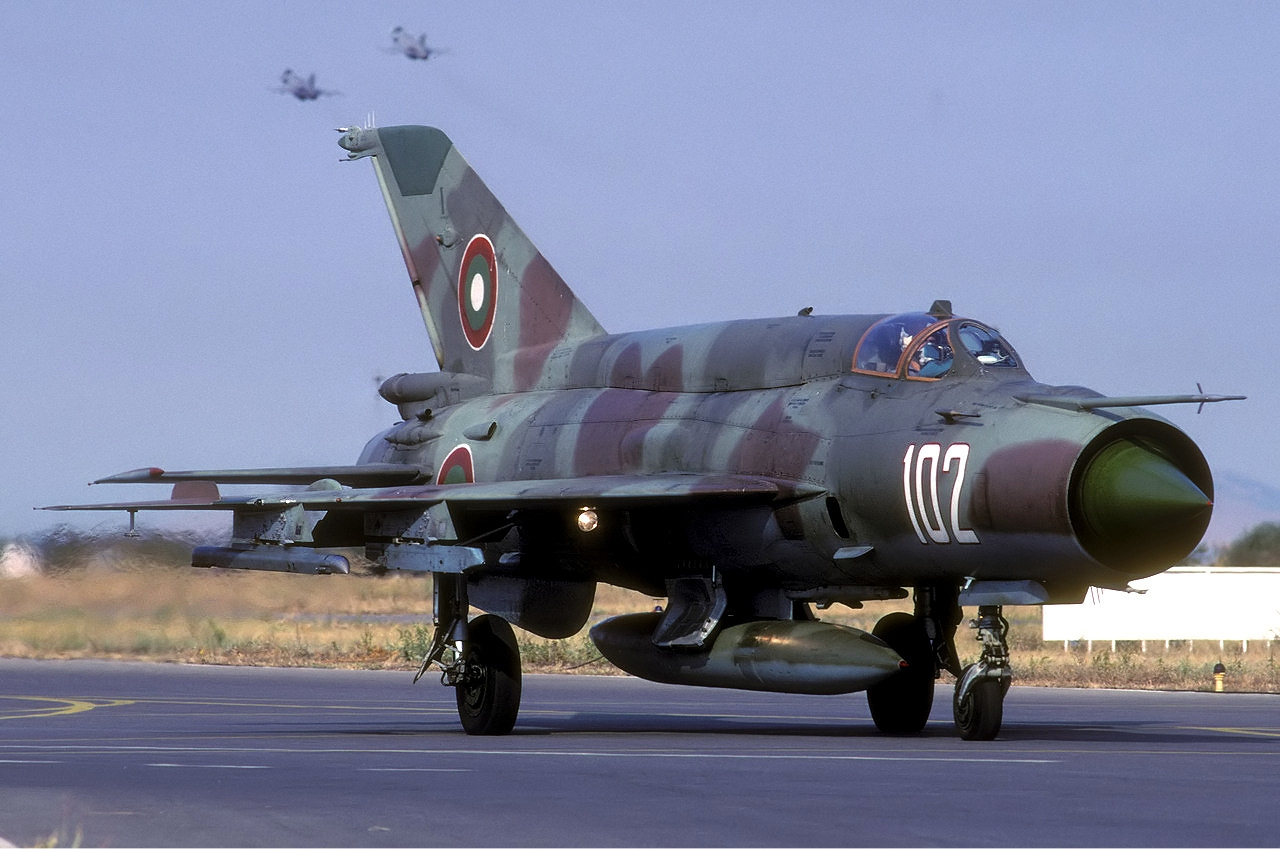
میگ-۲۱بیس بلغار روی باند پرواز

در سالهای ۱۹۶۹–۷۰ تغییرات بیشتری روی میگ-۲۱ انجام شد. مخازن سوخت داخلی بال دوباره طراحی شد تا سوخت بیشتری توسط هواپیما حمل شود، این نسخه پسوند اس ام تی را گرفت. (Mig-21SMT) در سالهای ۷۱–۷۲ تعداد کمی از این نوع ساخته شد. مدلی با ستون محوری باریکتر ساخته شد که پسوند اس تی داشت و مدل صادراتی ام تی با رادیو مخابراتی ابتدایی‌تر هم ساخته شد. (Mig-21MT) آخرین تغییرات این هواپیما را تا حد یک نوع جدید متمایز ساخت. با استفاده از موتور جدید آر-۲۵ و برخی ارتقاهای دیگر مدل بیس معرفی شد. متمایزکننده‌ترین تفاوت تغییر در ستون پشتی برای قرارگیری مخازن سوخت بود. یکی دیگر از بهبودهای بیس استفاده از سیستم ناوبری برد کوتاه آراس‌بی‌ان-۶اس (RSBN-6S) بود که پرواز در آب و هوای بد را میسر می‌کرد. تعداد کمی هم برای حمل جنگ‌افزارهای استراتژیک اتمی ساخته شدند. (MiG-21bisN) مدل بیس علاوه بر توپ GSh-23L قادر به حمل آر-۳آر/اس و همچنین موشکهای چابک آر-۶۰ یا آر-۶۰ام جدید بود. همچنین بیس اولین مدلی بود که از کا-۱۳ام که قادر به شلیک در هر وضعیت گرانشی بود می‌توانست استفاده کند. بیس از ۱۹۷۲ تا ۷۴ و تنها در گورکی تولید می‌شد. این مدل به فنلاند، هند و بسیاری از نیرو هوایی‌های آفریقایی و آسیایی صادر شد. با احتساب هواپیماهای ساخته شده توسط چین و هند و چک در مجموع بیش از ۱۲۷۵۰ فروند از میگ-۲۱ تولید شد.

### ارتقا
با توجه به قدرت مالی پایین کشورهای دارای میگ-۲۱ حداقل سه برنامه ارتقا برای این هواپیما وجود دارد. برنامه لنسر (MiG-21 LanceR) که رومانی، اتیوپی و کرواسی از آن استقبال کردند. میگ-۲۱–۹۳ برای هند و میگ-۲۱–۲۰۰۰ که حداقل توسط پنج کشور شامل کامبوج، زامبیا و اوگاندا پذیرفته شد.

تبلیغ صنایع هوایی اسراییل برای برنامه مدرن‌سازی که کاربران میگ-۲۱ را به این گزینه ارزان قیمت تشویق می‌کند.

در سال ۱۹۹۸ صنایع هوایی اسراییل آخرین آزمایش‌ها بر روی مدل ارتقا یافته میگ-۲۱ به نام میگ-۲۱–۲۰۰۰ را به پایان رساند. این ارتقا شامل تغییراتی در کابین خلبان، ساختار آویونیک و سیستم‌های جنگ‌افزاری می‌شود که هواپیما را قابل رقابت با نمونه‌های غربی می‌ساخت. این ارتقا شامل بهبود پردازش سیگنال‌های راداری توسط کامپیوتر مرکزی جنگنده و همچنین اضافه کردن صفحه نمایش سربالا، یک نمایشگر چند منظوره و استفاده از یک شیشه بهتر برای کابین که دید خلبان را بهبود می‌بخشد می‌شود.

## سوابق عملیاتی
میگ-۲۱ در جنگ‌های زیادی شرکت داشت. موفقیت آمیزترینشان در هند و ویتنام بود و بدترین در خاورمیانه. ضعف عمده میگ-۲۱ رادار ضعیف و تحمل هوایی کم و دید نامناسب کابین بود.

### هند
یکی از بزرگ‌ترین کاربران میگ-۲۱ هند است. اولین کاربرد این جنگنده در جنگ ۲۲ روزه هند و پاکستان در ۱۹۶۵ بود. در این جنگ اولین نبرد هوایی مافوق صوت در شبه قاره اتفاق افتاد. در ۱۹۷۱ که جنگ میان دو کشور آغاز شد هند از میگ-۲۱ استفاده کرد. اولین پیروزی این هواپیما هدف قرار دادن یک اف-۶ (میگ-۱۹ ساخت چین) پاکستانی روی زمین بود که با توپ صورت گرفت. رویارویی بعدی منجر به ساقط شدن اف-۱۰۴ نیروی هوایی اردن بود که به نیروی هوایی پاکستان ملحق شده بود. در ۱۷ مارس اسکادران ۲۹ هند توانست بدون هیچ تلفاتی چهار اف-۱۰۴ دیگر را سرنگون کند. در جبهه شرقی هم این هواپیما در عملیات‌های هوایی و ضربتی بسیار موفق بود. میگهای هندی در این جنگ برتری هوایی را که در نهایت به شکست نظامی پاکستان منجر شد برای هند به ارمغان آوردند.

### ویتنام

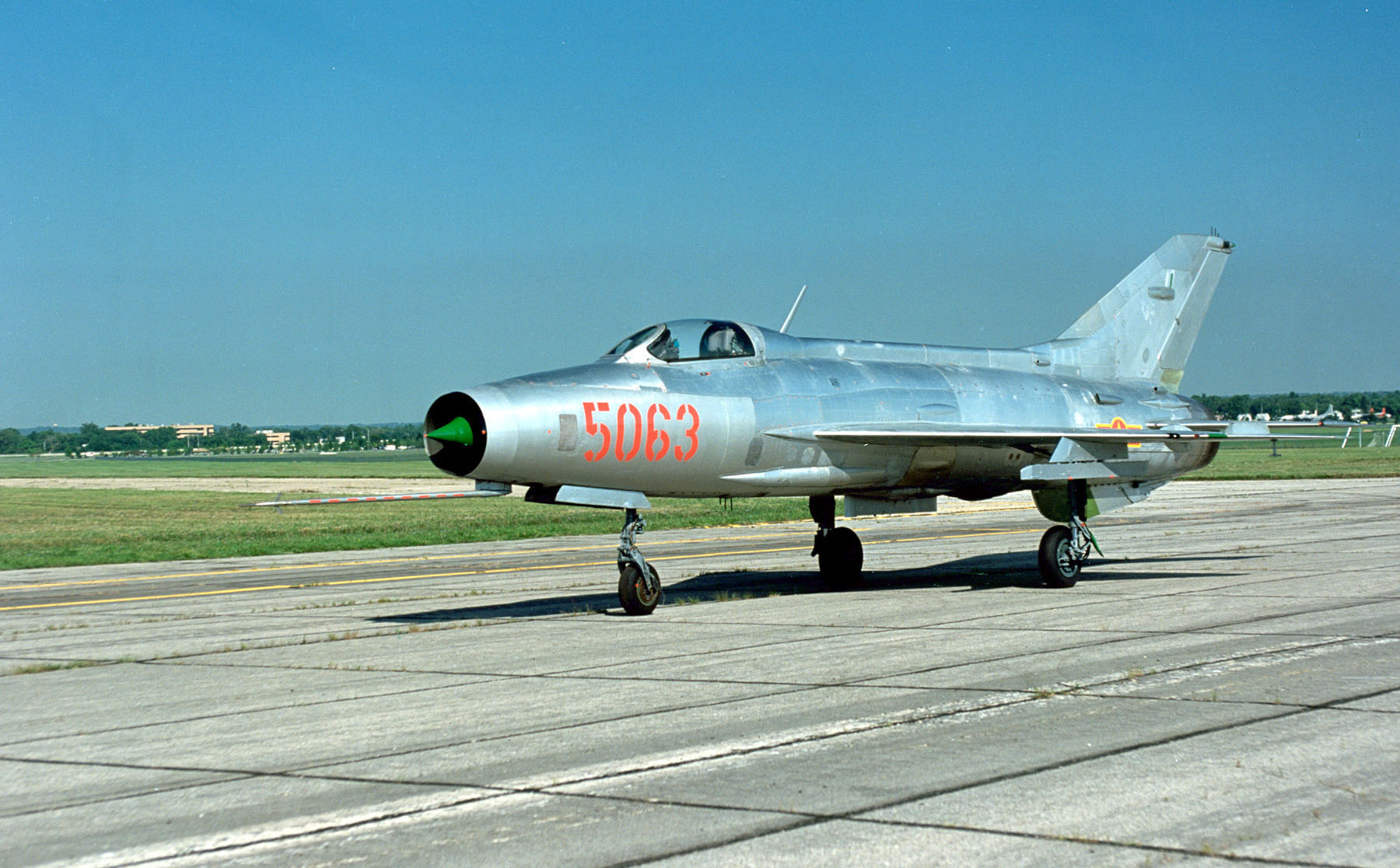
میگ-۲۱ ویتنامی در موزه‌ای در آمریکا

در جنگ ویتنام خلبانان ویتنامی در ابتدا میگ-۱۷ را با بار کمتر و مانورپذیری بالاتر ترجیح می‌دادند. این هواپیما در برابر رقیبانش که جنگنده‌های آمریکایی با رادارهای دوربرد، موشکهای پیشرفته و بمبهای سنگین‌تر بودند قدرت کمتری داشت اما میگ-۲۱ در دست یک خلبان ورزیده و با استفاده از سیستم کنترل و رهگیری زمینی هواپیمای قدرتمندی بود. به خصوص در عملیات‌های بزن و در رو با سرعت بالا. با ورود میگ-۲۱وی‌اف-وی به نیروی هوایی ویتنام کار برای آمریکا سخت شد و حضور اسکورت اف-۴ برای تمامی عملیات‌های ضربتی الزامی شد. اولین برخورد هوایی در ۲۳ آوریل ۱۹۶۶ نتیجه‌ای نداشت. اما سه روز بعد یک اف-۴سی توانست یک میگ-۲۱ را ساقط کند. علت این شکست برای ویتنامی‌ها وجود رادار قدرتمند جنگنده اف چهار فانتوم با برد ۷۰ کیلومتر و موشک برد متوسط سنگین ایم-۷ای اسپارو و برد کوتاه سایدویندر بود. ویتنامی‌ها در برابر شروع به استفاده از میگ-۱۷ برای ردگیری گروه‌های بزرگ در ارتفاع پایین کردند. این منجر به صعود هواپیماهای آمریکایی با سرعت ۸۵۰–۹۰۰ کیلومتر بر ساعت می‌شد جایی که جنگنده‌های میگ-۲۱ به صورت جفتی از کنار حمله خود را با سرعت ۱۲۰۰ کیلومتر در ساعت انجام می‌دادند. آن‌ها برای پرهیز از درگیری رادار خود را خاموش می‌کردند و از موشک‌های کا-۱۳ با قفل بصری استفاده می‌کردند. در مجموع ۳۷ فروند اف-۴ توسط میگ-۲۱های ویتنامی ساقط شدند. در مقابل اف-۴ها نیز ۶۶ فروند میگ-۲۱ ویتنامی را شکار کردند.

### خاورمیانه

#### درگیری‌های اعراب و اسراییل
در ۱۶ اوت ۱۹۶۶ یک خلبان عراقی با یک میگ-۲۱اف۱۳ به اسرائیل گریخت. این هواپیما توسط آمریکا و اسراییل مورد آزمایش‌های مفصلی قرار گرفت. در جنگ شش روزه نیروی هوایی اسراییل نزدیک به ۳۰۰ هواپیمای اعراب را روی زمین نابود کرد ولی در ۷ ژوئن حداقل یکی از آن‌ها قابل پرواز بودند، به‌طوری‌که یک میگ-۲۱ عراقی توانست با یک موشک کا-۱۳آ یک میراژ اسراییلی را ساقط کند. اسراییل در ژوئیه ۱۹۶۷ با موشک هوابه‌هوای تازه ساز شفریر خود توانست یک میگ-۲۱ را از ۱٫۲ کیلومتری ساقط کند، این موشک بهبود یافت و بعدها صدمات بیشتری به اعراب وارد کرد. میگ-۲۱ در دهه‌های ۶۰ و ۷۰ به‌طور وسیعی توسط عراق، سوریه و مصر (جمهوری متحد عربی) بر ضد اسراییل به کار رفت. در اکتبر ۱۹۷۳ شفریر-۲ توانست ۱۳ هدف را ساقط کند. جمهوری متحد عربی عملیات را با ۲۲۲ هواپیمای مصری بر ضد پایگاه‌های هوایی اسراییل آغاز کرد که ۱۰۰ فروند از آن‌ها میگ-۲۱ بودند. در ۱۴ اکتبر حدود ۷۰ میگ-۲۱ در برابر تعداد مشابهی اف-۴ قرار گرفته بودند. نتیجه ۱۸–۴ به نفع مصری‌ها بود. اما در سالهای ۱۹۷۷ تا ۱۹۸۲ نزدیک به ۱۰۰ میگ-۲۱ سوری توسط اسراییل ساقط شد.

#### جنگ ایران و عراق
در طول جنگ ایران و عراق میگ-۲۱های عراقی حضور فعالی داشتند. میگ‌های عراقی در این جنگ بیشتر در برابر اف-۴ و اف-۵های ایرانی جنگیدند ولی به گفته خلبانان عراقی باوجود اینکه اف-۵ نصف اف-۴ قیمت دارد خطرناکترین رقبای آن‌ها در نبرد هوایی بود. خلبانان عراقی میگ-۲۱ دستور داشتند که از مواجه با اف-۱۴های ایرانی پرهیز کنند. در طول جنگ ایران و عراق ۲۳ فروند میگ-۲۱ به وسیلهٔ اف-۱۴های ایرانی سرنگون شد که این آمار به وسیلهٔ منابع ایرانی، غربی و عراقی تأیید گردیده است به‌طور کلی طبق آمارهای دو طرف میگ-۲۱ توانست در طی جنگ ۴۳ هواپیمای ایرانی را ساقط کند و دربرابر خلبانان ایرانی ۴۹ فروند میگ-۲۱ را هدف قرار دادند که آخرین مورد توسط تیربار یک هلیکوپتر کبری در سال ۱۹۸۶ بود.

#### سوریه
در ۲۱ ژوئن ۲۰۱۲ یکی از خلبانان سوری با یک فروند میگ-۲۱ به اردن گریخت. بررسی روی این هواپیما نشان داد که سیستمی برای کنترل از راه دور روی آن نصب شده است تا احتمالاً در حمل و رساندن جنگ‌افزارهای شیمیایی به هدف مورد استفاده قرار گیرد.

#### یوگسلاوی سابق
طی ۱۹۹۱ تا ۱۹۹۵ از میگ-۲۱ در جنگ اسلووانی، جنگ استقلال کرواسی و جنگ بوسنی استفاده وسیعی شد. همچنین در ۱۹۹۹ در جنگ کوزوو و بمباران یوگسلاوی توسط ناتو از این جنگنده استفاده شد. طبق اسناد به دست آمده ۶ فروند توسط توپخانه زمینی و ۲۴ فروند (در حالیکه بیشترشان در فرودگاه پارک بودند) توسط ناتو ساقط شدند.

### آفریقا
در طی جنگ ۱۹۷۷ سومالی و اتیوپی در شاخ آفریقا هم از میگ-۲۱ استفاده شد. اتیوپی ادعا کرد که حداقل ۲۰ هواپیمای سومالی را با ناوگانش که تشکیل شده از خلبانان مزدور کوبایی بودند ساقط کرده است.

## ورژن‌ها
واریان‌های اصلی و غیر آزمایشی میگ-۲۱ عبارتند از:
- MiG-21F: مدل اول تولید شده، دارای یک جفت توپ ۳۰ میلی‌متری، قابلیت حمل تانکر سوخت در خط وسط زیرین.
- MiG-21F-13: تنها یک توپ ۳۰ میلی‌متری ولی دارای قابلیت حمل دو کا-۱۳ زیر بالها
- MiG-21PFS: مدل دارای قابلیت محدود پرواز در تمام شرایط آب و هوایی، دارای رادار جستجو و ردگیری ساپفیر (RP-21 Sapfir)، دماغه برای جادادن رادار R1L طراحی مجدد شد. مجهز به موتور R-11F2-300 (MiG-21FL مدل صادراتی بدون فلپ‌های بادی و برخاست با کمک راکت و با رادار و موتور افت داده شده)
- MiG-21U: (مونگول) مدل دو سرنشینه برای آموزش
- MiG-21R: مدل شناسایی تاکتیکی بر مبنای MiG-21PFM دارای تجهیزات شناسایی در جایگاه مرکزی زیرین و موتور قویتر (MiG-21RF مدل شناسایی بر مبنای میگ-۲۱ام‌اف)
- MiG-21S: واریان بهبود یافته چندمنظوره مجهز شده به رادار RP-22، یک پاد توپخانه و گوژ بزرگتر برای ذخیره سوخت بیشتر، همچنین دارای چهار جایگاه زیر بال‌ها برای بهبود عملکرد هوا به هوا. (MiG-21SMT با توانایی جنگ الکترونیکی)
- MiG-21L: دماغه دوباره طراحی شد برای رادار جدید R1L، موتور R-11F2-300 (مدل MiG-21MF جهت صادرات با موتور بهبود یافته R-13-300 و بهبود حداکثر وزن برخاست، سیستم رادار RP-22)
- MiG-21bis: جنگنده نسل سوم به حساب می‌آید. دارای بهبود عملکرد کلی، تواناییهای چند منظوره دارای چهار جایگاه زیر بال.

## کاربران
اطلاعات این بخش بر اساس کتاب: The Mig-21, Mikoyan Guveritch Fishbeds است.

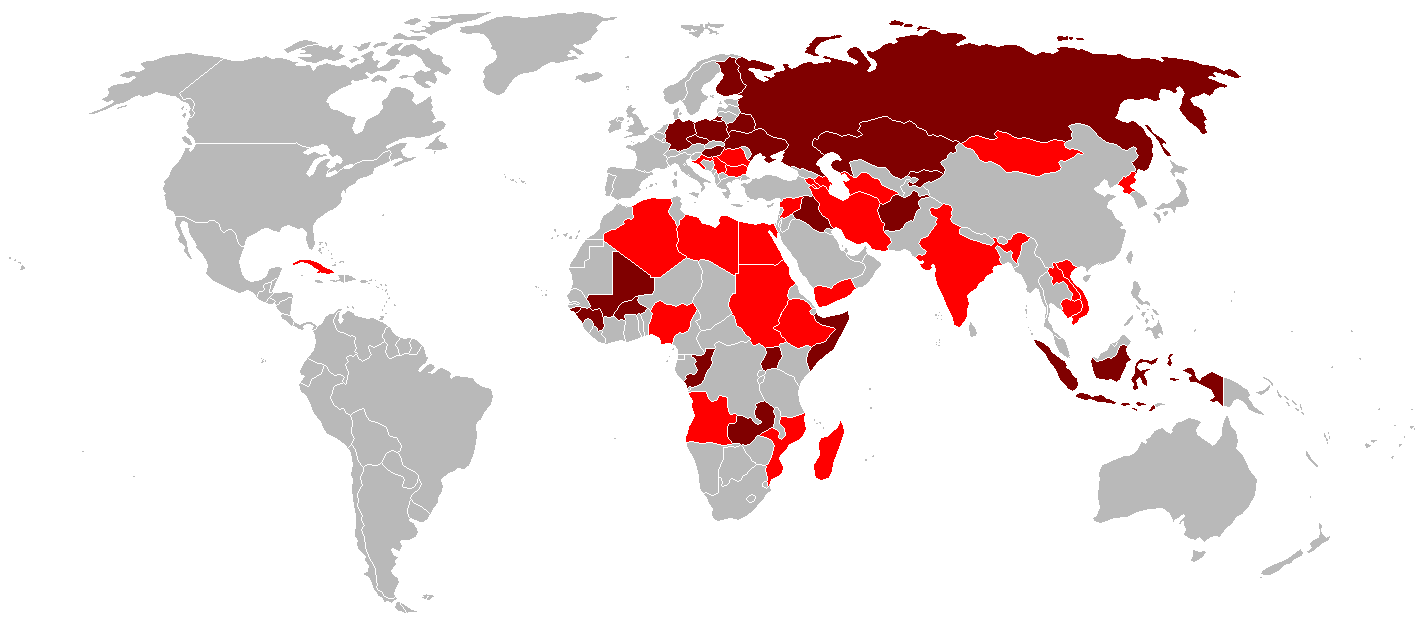
کاربران فعلی این هواپیما با قرمز روشن و کاربران سابق با قرمز تیره مشخص شده‌اند

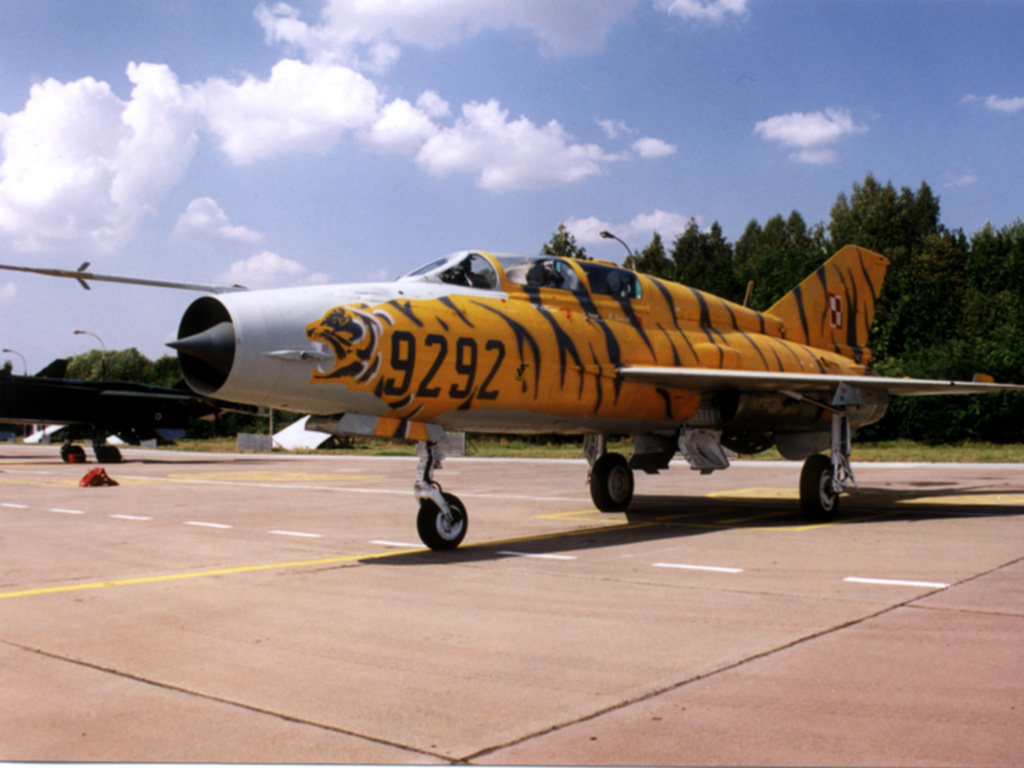

نیروی هوایی بلغارستان

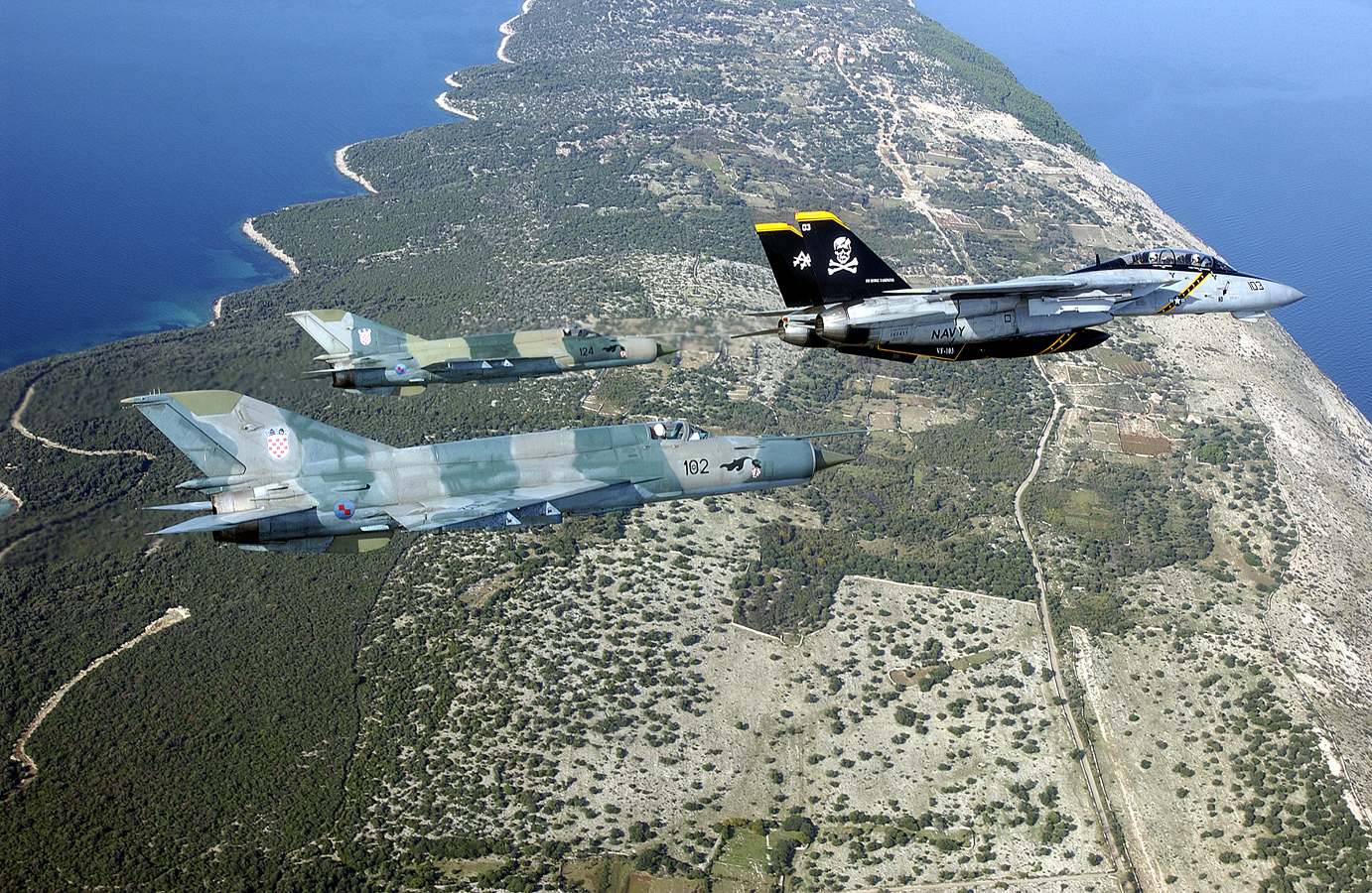
دو فروند میگ-۲۱ کرواسی در یک آرایش پروازی به همراه یک اف-۱۴ نیروی دریایی آمریکا

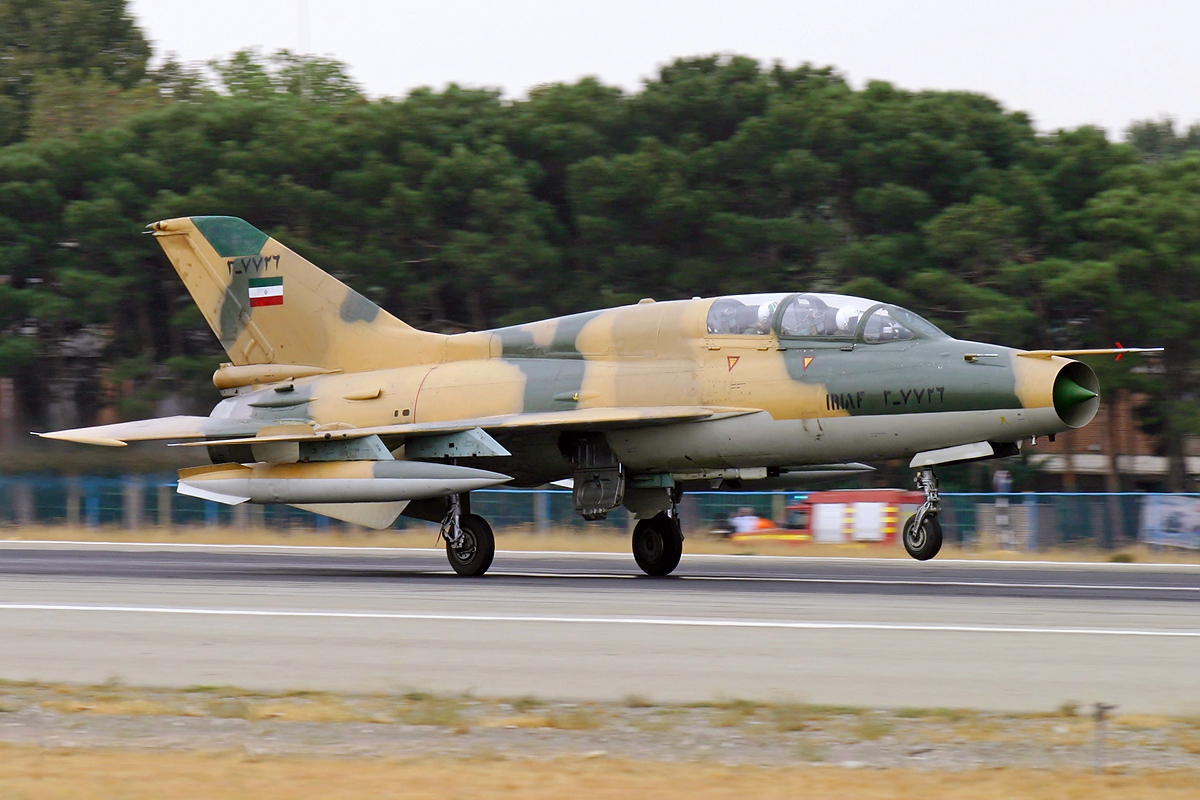
چنگدو جی-۷ دوسرنشینه ایرانی در حال فرود در فرودگاه مهرآباد

### کاربران فعلی
- آنگولا ۲۴ فروند فعال.[۴۲]
- جمهوری آذربایجان ۵ فروند فعال[۴۲]
- بنگلادش ۳۵ فروند اف-۷ و میگ-۲۱[۴۲]
- بلغارستان: به علت مشکلات مالی هنوز ناوگان قدیمی خود را حفظ کرده است و تعداد کمی را ارتقا داده، ۶ فروند میگ-۲۱ فعال دارد.[۴۲]
- چین جی-۷ چینی هنوز پرتعدادترین هواپیما در نیروهای نظامی چین است (بیش از ۴۰۰ فروند جی-۷)[۴۲]
- جمهوری کنگو دوازده فروند[۴۲]
- کرواسی ۶ فروند[۴۲]
- کوبا ۱۲ فروند[۴۲]
- مصر ۵۹ فروند[۴۲]
- اتیوپی ۱۵ فروند[۴۲]
- گینه۳ فروند[۴۲]
- هند ۱۵۷ فروند[۴۲] هند برنامه‌اش برای جایگزینی ناوگان میگ-۲۱ خود تا سال ۲۰۱۷ و جایگزینی آن با سوخو-۳۰ و ارتقا میگ-۲۹ اعلام کرده است.[۴۳]
- ایران: ۱۷ فروند اف-۷ چینی در خدمتند.[۴۲]
- لائوس ۲۵ فروند[۴۲]
- مالی ۹ فروند[۴۲]
- کره شمالی بالای ۲۰۰ فروند میگ-۲۱ و اف-۷ دارد،[۴۲] ولی تعداد کمی هنوز قابل پرواز هستند.
- مغولستان: در ۲۰۰۱ قطعات جایگزین از روسیه خریداری شد.
- میانمار ناوگان اف-۷ اش توسط اسراییل نوسازی شد و در ۱۹۹۹ تعداد جدیدی سفارش داد. ۲۴ فروند دارد.[۴۲]
- نامیبیا ۶ فروند[۴۲]
- پاکستان: پس از تحریم توسط غرب به علت آزمایش‌های هسته‌ای به چین روی آورده و هنوز تعداد زیادی (۱۴۴) از مدل‌های چینی در اختیار دارد.[۴۲]
- نیجریه: ناوگانش نوسازی شد و تعداد بیشتری اف-۷ در ۲۰۰۵ از چین خریداری کرد. ۱۲ فروند دارد.[۴۲]
- نامیبیا ناوگان میگ-۲۱ اش توسط اسراییل نوسازی شد و در ۲۰۰۲ تعداد بیشتری اف‌تی-۷ان‌جی از چین خریداری کرد
- رومانی ۳۶ فروند[۴۲] برنامه جایگزینی با ناوگان جدیدی را پیگیری می‌کند.[۴۴]
- سری‌لانکا یک اسکادران اف-۷[۴۲]
- سودان ۲۰ فروند[۴۲]
- سوریه: ناوگانی بزرگی (۲۱۹ فروند) از میگ-۲۱ داشت که به تدریج در حال جایگزینی با سوخو-۲۷ و میگ-۲۹ است.[۴۲]
- تانزانیا ۱۱ فروند اف-۷[۴۲]
- ترکمنستان ۳ فروند[۴۲]
- ویتنام ۱۴۴ فروند[۴۲]
- یمن۲۱ فروند[۴۲]
- زیمبابوه ۱۵ فروند[۴۲]

### کاربران سابق
- آلبانی
- افغانستان: ناوگان فعال قبل از سلطه طالبان
- الجزایر: آخرین پرواز در ۲۰۰۳ بود و با میگ-۲۹ و سوخو-۲۴ جایگزین شدند.
- بلاروس
- بورکینافاسو
- جمهوری دموکراتیک کنگو
- چکسلواکی
- جمهوری چک با هواپیماهای گریپن جایگزین شده.
- آلمان شرقی بعد از اتحاد دو آلمان از سرویس خارج شد و اکثرشان به جز معدودی که به موزه‌ها داده شدند نابود شدند.
- اتیوپی
- فنلاند
- گینه بیسائو
- مجارستان
- اندونزی
- عراق: تقریباً همه تخریب شده یا اوراق شده‌اند،
- لیبی
- ماداگاسکار: زمینگیر هستند.
- موزامبیک
- قزاقستان
- قرقیزستان
- مالی
- یمن جنوبی
- لهستان: بعد ۲۰۰۳ از خدمت خارج شدند و با اف-۱۶ جایگزین شدند.
- روسیه
- صربستان
- اسلواکی
- سومالی
- تاجیکستان
- اتحاد جماهیر شوروی
- اوگاندا
- اوکراین
- جمهوری فدرال سوسیالیستی یوگسلاوی
- زامبیا

### کاربران غیرنظامی
بعضی از کلکسیونرها یا مالکان خصوصی این هواپیما را خریداری کرده‌اند. طبق آمار FAA حدود ۴۰ فروند میگ-۲۱ در مالکیت خصوصی در آمریکا وجود دارد.

## مشخصات (مدل میگ-۲۱ بیس)
مشخصات فنی میگ-۲۱بیس به این شرح است:

### مشخصات کلی
- خدمه: یک نفر
- طول: ۱۴٫۷۰ متر
- طول بال: ۷٫۱۵ متر
- ارتفاع: ۴٫۱۲ متر
- مساحت بال: ۲۳ مترمربع
- وزن خالی: ۵٫۳۵۰ کیلوگرم
- وزن بارشده: ۸٫۷۲۶ کیلوگرم
- حداکثر وزن برخاست: ۹۸۰۰ کیلوگرم
- نیروی محرکه: ۱x موتور تومانسکی آر-۲۵–۳۰۰ توربوجت با پس سوز. با قدرت kN ۷۰ (با پس سوز ۹۷)

### عملکرد
- حداکثر سرعت: ۱۳۰۰ کیلومتر بر ساعت در سطح / ۲۱۷۵ کیلومتر بر ساعت در ۱۳۰۰۰ متری
- سقف پروازی ۱۷۵۰۰ متر
- برد: ۱۱۱۰ کیلومتر / ۱۴۳۰ کیلومتر با مخازن سوخت خارجی
- برد عملیاتی: ۴۵۰–۵۰۰ کیلومتر
- سرعت صعود: ۲۲۵ متر بر ثانیه (با نصف ظرفیت سوخت و دو موشک ویمپل می‌تواند در یک دقیقه به ۱۷۶۰۰ متری صعود کند)
- بارگذاری روی بال: ۳۷۹ کیلوگرم بر مترمربع
- قدرت پیشرانه بر وزن: ۰٫۸۴

### جنگ‌افزارها

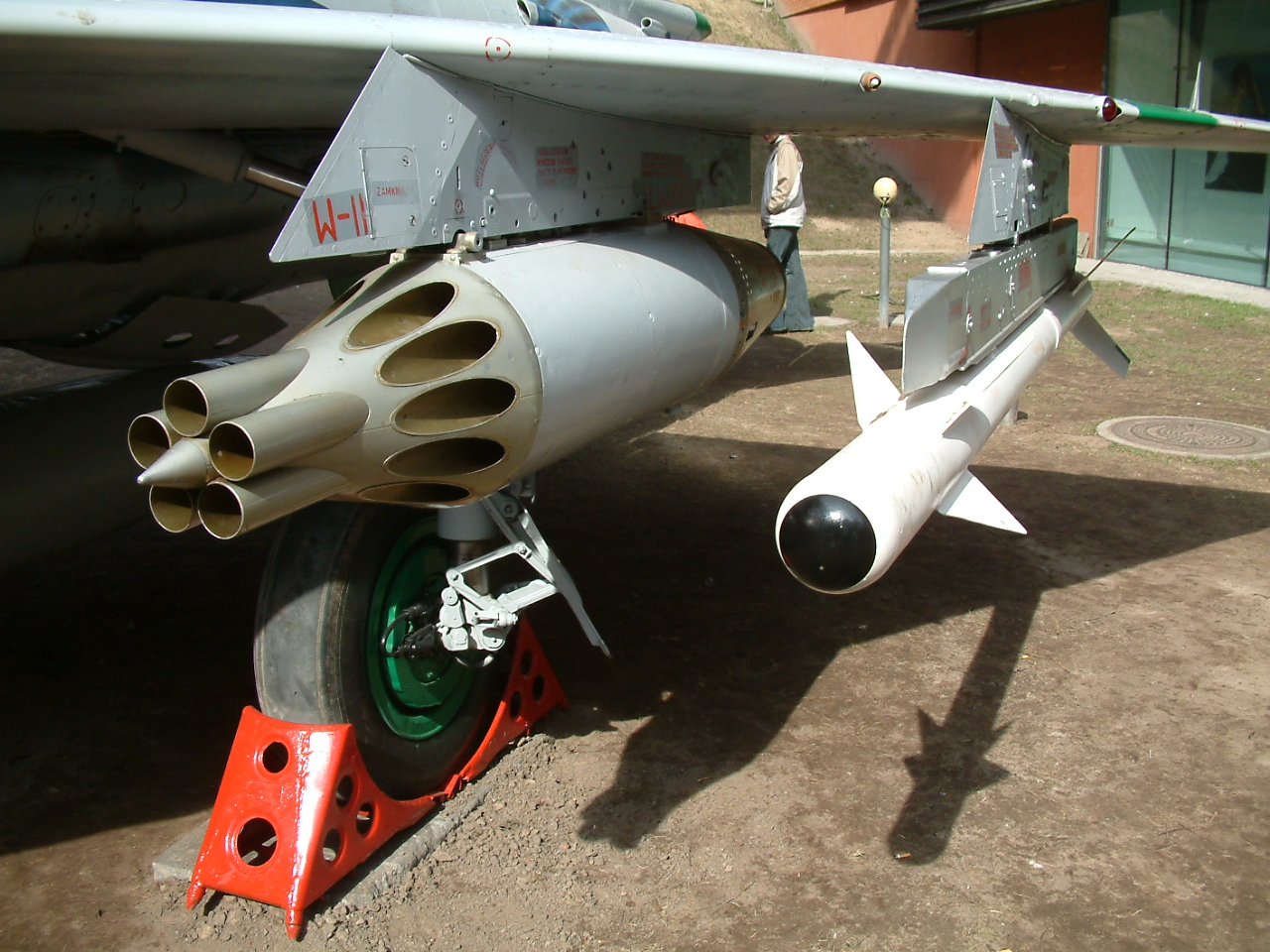
میگ-۲۱ام‌اف با موشک آر-۳ و پرتابگر راکتهای اس-۵، یوبو-۱۶

- توپخانه: یک توپ ۲۳ میلی‌متری دو لول گریازیف شیپونوف گش-۲۳
- پنج آویزگاه خارجی تسلیحات (یک عدد زیربدنه برای حمل مخزن سوخت بیرونی) ۴ عدد زیر بال‌ها، برای موشک هوابه‌هوای کا-۱۳، آر-۵۵ یا آر-۶۰ یا مخازن راکتی، یا بمبهای ۵۰ تا ۵۰۰ کیلوگرمی (میگ-۲۱ توانایی حمل حداکثر ۲۰۰۰ کیلوگرم مهمات هوا به هوا یا هوا به زمین روی دو یا چهار جایگاه زیر بال)

## شکستن رکوردهای جهانی
انواع مختلفی از میگ-۲۱ توانسته‌اند رکوردهای پروازی را در زمان خود بشکنند. اولین مورد در ۳۱ اکتبر ۱۹۵۹ بود که گئورگی موسولف سرعت جهانی را با رسیدن به سرعت ۱۴۸۴ مایل در ساعت شکست. مدل مورد استفاده Ye-66 بود. همین مدل برای شکستن رکورد سرعت در یک دایره بسته توسط کونستانتین کوکیناکی مورد استفاده قرار گرفت. در ۲۸ آوریل ۱۹۶۱ موسولف رکورد ارتفاع جهانی را توسط Ye-66A با رسیدن به ارتفاع ۱۱۳۸۹۲ فیتی شکست. بعدها مشخص شد که این نمونه در واقع مدل آزمایشی برای مطالعات آئرودینامیکی میک-۲۱پی‌اف بوده است. خلبانان زن زیادی هم با این هواپیما رکورد شکستند. مارینا سولوویوا رکورد دایره بسته ۵۰۰ کیلومتری را با سرعت ۱۲۸۱ میل بر ساعت در ۱۶ سپتامبر ۱۹۶۶ شکست، یوجنیا مارتووا رکورد دایره ۲۰۰۰ کیلومتری را با سرعت ۵۵۹ مایل بر ساعت در ۱۱ اکتبر ۱۹۶۶ و دایره ۱۰۰ کیلومتری را با سرعت ۱۳۲۳ در ۱۹۶۷ شکست. لیدیا زایتسوا رکورد دایره ۱۰۰۰ کیلومتری را با سرعت ۸۰۷ مایل بر ساعت در ۲۸ مارس ۱۹۶۷ شکست. ناتالیا پروخانووا رکورد ارتفاع زنان را با رسیدن به ۷۹۸۴۲ فیت در ۱۹۶۵ شکست. لیدیا زایتسوا هم رکورد ارتفاع حفظ شده را با رسیدن به ۶۲۴۰۲ فیتی در ۱۹۶۵ شکست.
میگ-۲۱ کماکان رکورد بیشترین میزان تولید یک جت نظامی (بیش از یازده‌هزار فروند) را در طول تاریخ در جهان در اختیار خود دارد.

## هواپیماهای قابل مقایسه
- لاکهید اف-۱۰۴ استارفایتر- ایالات متحده آمریکا
- میراژ-۳- فرانسه
- اینگلیش الکتریک لایتنینگ- بریتانیا
- نورثروپ اف-۵- ایالات متحده آمریکا
- ساب ۳۵ دراکن- سوئد

## واژه‌نامه
1. ↑  Ye-2
2. ↑  RD-9
3. ↑  Ye4
4. ↑  Ye6/2,3
5. ↑  Kokkinaki
6. ↑  MMZ Znamya Truda
7. ↑  Ye-66
8. ↑  D16-T
9. ↑  Tumanskiy RD-11F-300, Type 37E
10. ↑  Afterburner
11. ↑  UB-16-57U
12. ↑  S-5M
13. ↑  ARS-57M
14. ↑  PLAB
15. ↑  Forsirovanni